# Серж Брюнье
Серж Брюнье (род. 1958 год, Париж) – известный французский фотограф, писатель, обозревателя научных журналов, автор множества иллюстрированных работ посвященных астрономии.

## Работа и цели
Серж Брюнье специализируется на популяризации науки астрономии для франкофонов. 
Работает совместно с журналом Science & Vie.
Является ведущим рубрики посвященной астрономии «Du côté des étoiles», что можно перевести как «Со стороны звёзд», на радио France Info. 
В 2009 году на Лазурном берегу в Монако в казино Монте-Карло состоялась выставка его панорамных фотографий Млечного Пути, на создание которой у него ушло два года работы, преимущественно в чилийской пустыне Атакама. 
В его честь был назван астероид 10943 Брюнье.

## Научные труды на французском языке
- Nébuleuses et galaxies, atlas du ciel profond. Dunod, 1981
- Les Planètes. Bordas, Paris 1982
- Architecture de l'Univers. Bordas, Paris 1985
- Astronomie du ciel profond. Dunod, 1988
- Éclipses – Les rendez-vous célestes. Bordas, Paris 1999
- Voyage dans le système solaire. Bordas, Paris 2000
- Le grand atlas des étoiles. Bordas, Paris 2001
- Les grands observatoires du monde. Bordas, Paris 2002
- Le grand atlas de la Lune. Paris 2004
- Atacama – Désert d'altitude. Nathan, Paris 2004
- Observer Mars, Éditions Larousse, Paris 2005
- Impasse de l'espace – À quoi servent les astronautes. 2006
- Voyage dans l'infini du ciel étoilé . Nathan, Paris 2006

## Научные труды на английском языке
- Solar System Voyage. Cambridge University Press
- The Great Atlas of the Stars (2001)
- The Concise Atlas of the Stars (2005)
- New Atlas of the Moon
- Great Observatories of the World
- Glorious Eclipses: Their Past, Present, and Future. Cambridge University Press
- Space Odyssey. The First Forty Years of Space Exploration
- Majestic Universe. Views from Here to Infinity. Cambridge University Press